# 河野龍太郎 (経済学者)
河野 龍太郎（こうの りゅうたろう、1964年（昭和39年） - ）は、日本の経済学者。専門は日本経済論、経済政策論。BNPパリバ証券経済調査本部長・チーフエコノミスト。愛媛県出身。

## 略歴
- 愛媛県立宇和島東高等学校卒業[1]
- 1987年 横浜国立大学経済学部卒業
- 1987年 - 1989年 住友銀行勤務
- 1989年 - 1994年 大和投資顧問勤務（金利、為替予測を担当）
- 1994年 - 1996年 米国大和投資顧問へ出向（米国経済、金融・通貨政策の分析を担当）
- 1996年 - 1997年 大和投資顧問グローバル・ボンド・ポートフォリオ・マネージャー（通貨・国債の運用を担当）
- 1997年9月[2] 第一生命経済研究所主任研究員（金融を担当）
- - 2000年 第一生命経済研究所上席主任研究員（金融を担当）
- 2000年11月 - BNPパリバ証券チーフエコノミスト
- BNPパリバ証券経済調査本部長

### 審議会等
- 内閣官房 国家戦略室中期的な財政運営に関する検討会メンバー
- 内閣府 行政刷新会議ワーキンググループメンバー
- 経済財政諮問会議「日本21世紀ビジョン」経済財政展望ワーキンググループメンバー
- 経済財政諮問会議「資産債務管理に関する研究会」メンバー
- 経済財政諮問会議「歳出歳入一体改革」政府資産負債・特別会計ワーキンググループメンバー
- 財務省 財政制度等審議会専門委員
- 財務省税制問題研究会メンバー
- 経済産業省 産業構造審議会新産業構造部会
- 資源エネルギー庁 総合資源エネルギー調査会基本問題委員会委員
- 東日本大震災復興構想会議検討部会専門委員

### 学会等
- 日本プロジェクト産業協議会(JAPIC)「日本再生委員会」委員
- 金融学会会員
- ファイナンス研究会会員
- Japan Economic Seminar会員
- 日本証券アナリスト協会試験委員会委員
- 日本アナリスト協会検定会員[2]

## 著書
- ポール・クルーグマン『通貨政策の経済学 マサチューセッツ・アベニュー・モデル』林康史, 河野龍太郎、東洋経済新報社、1998年6月。ISBN 4492312498。
- 貝塚啓明 編『金融資本市場の変貌と国家』東洋経済新報社、1999年9月。ISBN 4492652558。
- フィリップ・ジョリオン、サーキス・J・コーリー『金融リスク管理戦略』小川英治, 生命保険文化研究所生命保険金融リスク研究会、東洋経済新報社、1999年10月。ISBN 4492711244。
- アラン・ブラインダー『金融政策の理論と実践』河野龍太郎, 前田栄治、東洋経済新報社、1999年12月。ISBN 4492652604。
- 河野龍太郎『円安再生 成長回復への道筋』東洋経済新報社、2003年5月。ISBN 4492653236。

## 受賞等
- 経済企画協会ESPフォーキャスト調査 2005年度、2007年度、2012年度、2014年度、2015年度 総合成績優秀フォーキャスター（予測的中率の高かった5名）
- 日経ヴェリタス 2008年、2009年、2010年、2012年、2013年、2014年、2015年 債券アナリスト･エコノミスト人気調査エコノミスト部門第1位